# 페르 엔플로
페르 헨리크 엔플로(스웨덴어: Per Henrik Enflo, IPA: [pæːɹ ˈheːnriːk ˈeːnfluː], 1944~)는 스웨덴의 수학자이자 피아니스트이다. 함수해석학에 공헌하였다.

## 생애

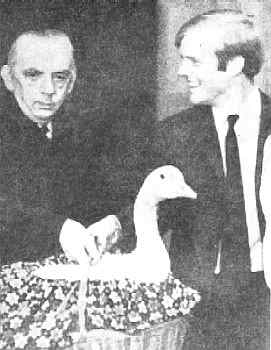
엔플로(右)에게 거위를 증정하는 마주르(左)

1944년 5월 20일 스톡홀름에서 태어났다. 어려서 수학과 음악에 재능을 보였다. 12세 때 스웨덴 왕립 오페라 오케스트라와 공연하였고, 1963년에 스톡홀름 콘서트홀에서 독주회를 열었다.
스톡홀름 대학교에 입학하여 수학을 전공하였고, 1970년에 박사 학위를 수여받았다. 1973년에는 분해 가능 바나흐 공간이 샤우데르 기저를 가지지 않을 수 있다는 것을 증명하였다. 이 문제는 스타니스와프 마주르는 1936년 11월 6일에 제기하였고, 이를 증명하는 이에게 살아있는 거위를 포상하겠다고 공언하였다. 이후 마주르는 약속 대로 엔플로에게 살아있는 거위를 선물하였으며, 이 장면은 폴란드에 텔레비전으로 중계되었다.
1975년에 중요한 난제였던 바나흐 공간의 불변 부분 공간 문제(복소수 바나흐 공간 위의 모든 유계 작용소가 자명하지 않은 닫힌 불변 부분 공간을 항상 가지는지 여부)를 부정적으로 해결하였다.
이 밖에도, 엔플로는 수리생물학에 대한 여러 논문을 출판하였다.
현재 미국 오하이오주 켄트 주립 대학교의 수학 교수로 있으며, 이 밖에도 피아니스트로 활동하고 있다.